# John Joseph Carberry
John Joseph Carberry (Brooklyn, Nova Iorque, 31 de de julho de 1904 -  Kirkwood, Missouri, 17 de junho de 1998) foi um clérigo americano e arcebispo de Saint Louis.

## Vida
John Carberry nasceu quando criança por James Joseph Carberry e sua esposa Mary Elizabeth, b. O'Keefe, nascido no Brooklyn. Estudou na Pontifícia Academia da Imaculada Conceição , em Roma e na Universidade Católica da América em Washington, DC teologia católica e filosofia e um doutorado em seguida, para Dr. IUR. pode. Em 28 de junho 1929, ele recebeu por Francesco Marchetti Selvaggiani em Roma o sacramento de Ordens Sagradas .
Posteriormente, ele trabalhou como pastor na diocese do Brooklyn e foi conferencista no Seminário da Imaculada Conceição em Huntington (Nova York) e Secretário do Bispo Diocesano do Brooklyn, Thomas E. Molloy . Papa Pio XII. Em 3 de fevereiro de 1948, ele foi premiado com o título de Conselheiro Privado de Sua Santidade e, em 7 de maio de 1954, o título de Prelado da Casa de Sua Santidade .
Em 3 de maio de 1956 nomeou-o Pio XII. o bispo titular de Elis e Bispo Coadjutor nos Diocese de Lafayette, em Indiana . Ele recebeu a ordenação episcopal em 25 de julho do mesmo ano pelo Bispo Auxiliar do Brooklyn , Raymond Augustine Kearney . Os co- consagradores foram o Bispo de Trenton , George William Ahr , e John Benjamin Grellinger , Bispo Auxiliar de Green Bay .
Após a morte do bispo de Lafayette em Indiana, John George Bennet , em 20 de novembro de 1957, ele o sucedeu. Em 20 de janeiro de 1965, o papa Paulo VI o nomeou . Bispo de Colombo e em 14 de fevereiro de 1968, Arcebispo de Saint Louis.
No consistório de 28 de abril de 1969, Paulo VI o levou. como sacerdote cardeal com a igreja titular de San Giovanni Battista de Rossi no Colégio dos Cardeais por diante. Carberry foi um dos participantes no conclave agosto 1978 que João Paulo I escolheu, e o conclave de outubro de 1978 , da qual João Paulo II. Surgiu como Papa. Em 31 de julho de 1979, João Paulo II Carberrys aceitou a renúncia por pedido de renúncia.
John Carberry morreu com a idade de 93 anos e foi na cripta da catedral enterrado por Saint Louis.